# Tokaj-Hegyalja
Tokaj-Hegyalja es una región vinícola histórica localizada en el nordeste de Hungría, en el condado de Borsod-Abaúj-Zemplén. Tokaj es, junto a la región del Alto Duero, paisaje vitícola del Piamonte, Viñedo de Champaña, Viñedos de las colinas de Borgoña  y de la isla del Pico en Portugal, una de regiones vinícolas del mundo que han sido declaradas Patrimonio de la Humanidad por la Unesco. Hegyalja significa «estribaciones» en húngaro, y Tokaj-Hegyalja era el nombre originario de esta región. Su capital es la ciudad de Tokaj.
La región comprende 28 localidades y 7000 hectáreas de viñedos. El vino Tokaji, que se produce en la región, es único en el mundo, por su variedad aszú, que es la más antigua de vino botritizado, cuyo origen data del siglo XVII. 

## Características de la región
Algunas características que hacen de Tokaj una región vinícola única son: 
- Suelo y microclima: El terroir de Tokaj está compuesto por arcillas o loess del subsuelo volcánico. El microclima se produce por sus colinas dirigidas al sur que proporcionan sol y la proximidad de los ríos Tisza y Bodrog. Esto favorece la proliferación de Botrytis cinerea (Podredumbre noble) con la consecuente desecación de las uvas, con las que se produce un vino muy especial.
- Variedad de uvas autóctonas: Las variedades Furmint y Hárslevelü han sido cultivadas en la región durante siglos y junto con la moscatel amarilla (en húngaro: Sárgamuskotály) y la Zéta, son las únicas uvas que se permiten oficialmente plantarse en la región.
- Bodegas: Un vasto sistema de bodegas fue excavado en la piedra entre los años 1400 y 1600. Estas proporcionan una temperatura constante de uno 10-12 °C. Los toneles son recubiertos con un característico moho, que se alimenta del alcohol evaporado y mantiene una humedad de aproximadamente 85-90%, la cual es ideal para el envejecimiento de los vinos Tokaji.
- Sistema de denominación: Un real decreto de 1757 estableció una producción restringida al territorio de Tokaj, siendo el primer sistema de denominación de origen del vino en el mundo. La clasificación de los viñedos comenzó en 1730 y fue completada por un censo nacional en 1765 y 1772.

## Historia

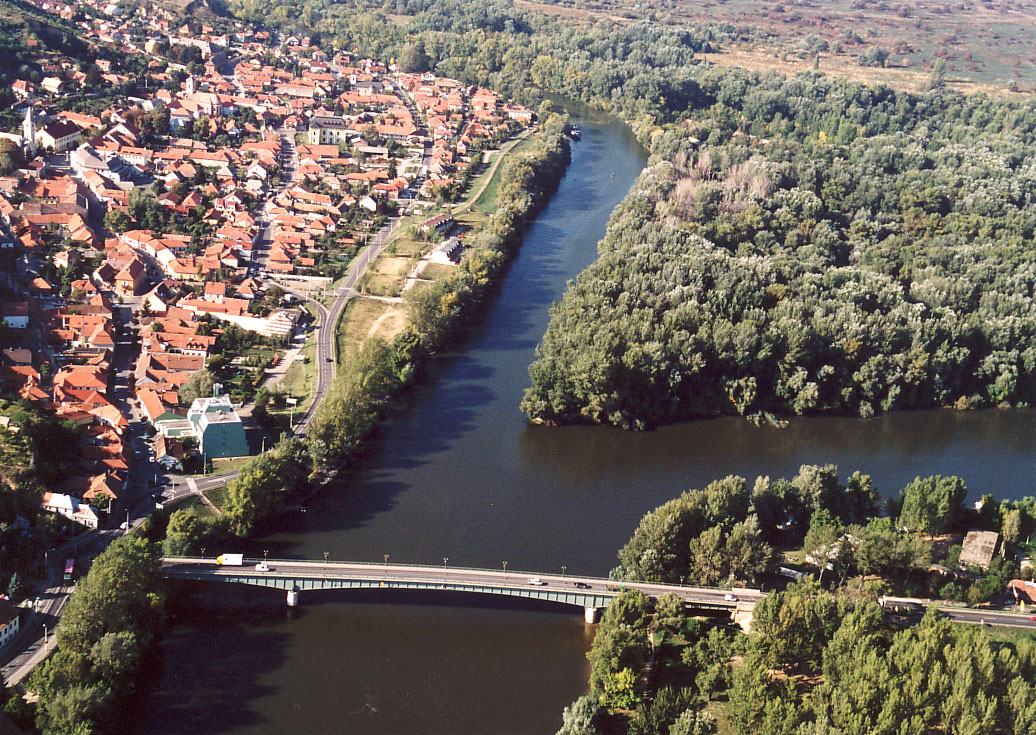
Confluencia de los ríos Tisza y Bodrog en la ciudad de Tokaj.

No se sabe con seguridad cuando comenzó a elaborarse vinos en la región de Tokaj. Documentos históricos muestran que los viñedos ya se cultivaban durante el siglo XII. Sin embargo, no existen constancias sobre cuando se produjo la introducción de la viticultura en la zona, por lo que las opinión están divididas en referencia a esto.
Algunos expertos consideran que la viticultura pudo haber empezado en Tokaj-Hegyalja en la época celta, es decir, antes de Cristo. Un hoja de vid fosilizada fue encontrada en Erdőbénye y datada de finales del siglo III, lo que puede ser un indicio de la existencia de viñedos en época romana. Los pueblos eslavos arribaron a esta región entre finales del siglo V y principios del VI. Uno de los posibles orígenes de la etimología de "Tokaj" proviene de la palabra eslava "Stokaj", que significa "confluencia" (pudiéndose referir a la confluencia de los ríos Bodrog y Tisza). Los expertos eslovacos exponen que los pueblos eslavos continuaron el cultivo de la vid que previamente se encontraron en la región. Los magiares se asentaron en Tokaj a finales del siglo IX. Una teoría alternativa considera que la viticultura fue introducida en la región desde el Este, posiblemente por la tribu kabar. Los pueblos magiares tienen una antigua tradición en la elaboración de vinos. Otro posible origen de "Tokaj" es que proviene de la palabra armenia que significa "uva".
Los pueblos latinos fueron invitados a repoblar Tokaj por los reyes húngaros Bela III (1130-1162) y Bela IV (1235-1270). Estos repobladores fueron probablemente valones del norte de Francia, aunque algunos investigadores piensan que podrían haber sido italianos.  Se conoce también que los pueblos eslavos (eslovacos y rutenos) ya estaban relacionados con la viticultura de Tokaj en el siglo XII. Aunque el despegue de Tokaj-Hegyalja como importante región vinícola se produjo a comienzos del siglo XVI.

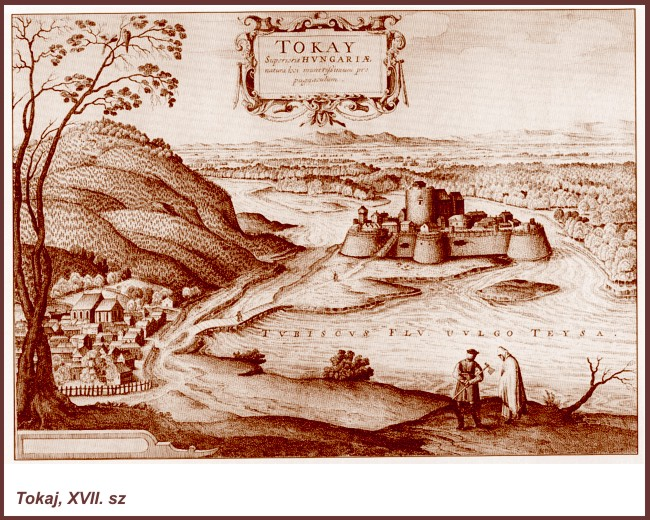
Grabado del del castillo de Tokaj.

El vino Tokaji fue el elemento de mayor desarrollo de la región desde el siglo XVII. Su exportación fue la principal fuente de beneficios del Principado de Transilvania, al que la región pertenecía en ese momento. Además, los ingresos por él, desde entonces, renombrado vino Tokaji Aszú ayudaron a pagar los conflictos para conseguir la independencia del mandato de los Habsburgos en la región. La reputación del Tokaji se realzó considerablemente cuando en 1703, Francisco II Rákóczi, príncipe de Transilvania, envió al rey Luis XIV de Francia numerosas botellas de este vino. Fue servido en la corte de Versalles donde se le conoció como Tokay. Luis XIV, satisfecho con la preciada bebida, lo llamó "Vinum Regum, Rex Vinorum" ("Vino de reyes, rey de los vinos").
En el siglo XVIII, Tokaj alcanzó su mayor prosperidad. Polonia y Rusia se convirtieron en los principales mercados importadores de su vino. Tanta fue la importancia del Tokaji en Rusia, que los zares mantuvieron de facto una colonia en Tokaj para garantizar el suministro a la corte imperial. 
La partición de Polonia en 1795 y la imposición de tasas aduaneras provocó una importante caída en las exportaciones y precipitó la economía de la región. Esta, sería la primera de las tres grandes crisis de Tokaj-Hegyalja. La segunda ocurrió en 1885 cuando la plaga de la filoxera destrozó la gran mayoría de viñedos en unos pocos años. El tercer golpe para la región se produjo cuando Hungría perdió las dos terceras partes de su territorio a consecuencia del Tratado de Trianon al final de la I Guerra Mundial. Por esto, Tokaj perdió el acceso a la mayor parte de su mercado interior. La región fue dividida entre Hungría y la recién creada Checoslovaquia, que se anexionó un área de unas 120 hectáreas. Ésta sigue formando parte de Eslovaquia.

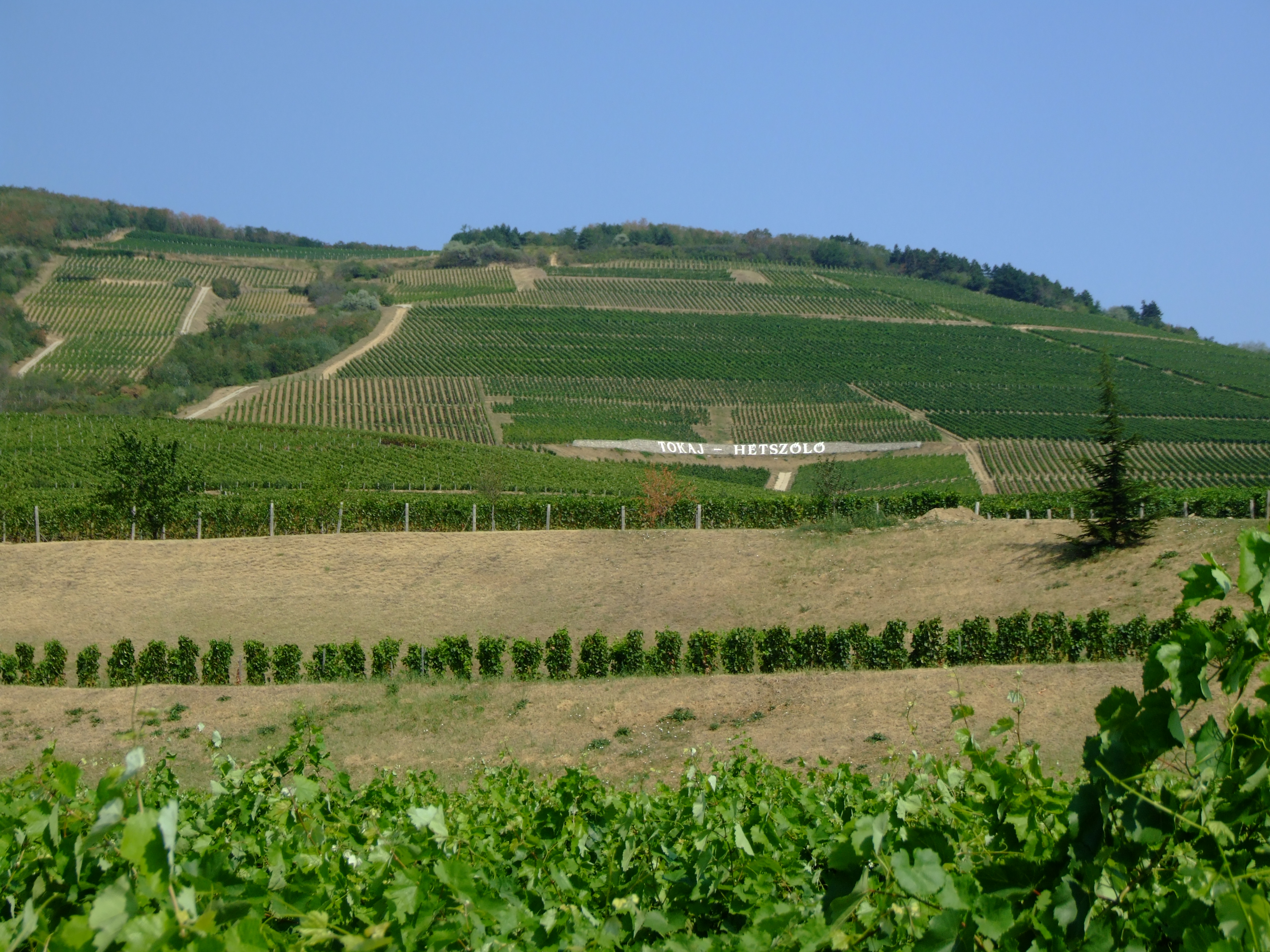
Viñedos de la región.

La época comunista supuso un deterioro en la calidad y reputación de los vinos Tokaji. Con la caída del Telón de acero, en la década de los 90 comenzaron a hacerse mejoras en la región, lo que conllevó al llamado "Renacimiento de Tokaj". Hay actualmente unas 600 bodegas, 50 de las cuales producen todas las variedades de vinos Tokaji.
Un acuerdo alacanzado en junio de 2004 entre los gobiernos húngaro y eslovaco permitió el uso de la denominación Tokaji en Eslovaquia. Según este acuerdo, el vino producido en los 5,65 km² situado junto a la frontera húngara-eslovaca podrá comercializarse como vino de Tokaj. Aunque este vino hecho en Eslovaquia no está obligado legalmente se elabora siguiendo los mismos estándares que consagra la ley húngara desde 1990. Aún no se ha decidido qué organismo controlará o hará valer el cumplimiento de estas leyes. La solución a la disputa con Eslovaquia produjo un juicio internacional entre Hungría y cinco países más (Italia, Francia, Australia, Serbia y Eslovenia) por el uso de la denominación "Tokaji".